# Carneisco
Carneisco (Karneiskos, Καρνεΐσκος)  fue un filósofo de la grecia antigua, alumno de Epicuro, que vivió alrededor del año 300 a. C. Es conocido como el autor de un ensayo, fragmentos del cual fueron encontrados entre los restos medio quemados en la Villa de los Papiros en Herculano . El ensayo se titula Philistas y tiene como tema la amistad, con motivo de la muerte de una persona amiga. Philistas o Philista fue amigo de Carneisco y se presenta como modelo de filosofía epicúrea. Los pasajes supervivientes contienen una guerra contra Praxífanes, en la que Carneisco contrasta la visión auxiliar de la amistad y el placer con la visión de los filósofos peripatéticos  descritos por Praxífanes.